# 양반들
양반들은 대한민국의 인디 록 밴드로, 전범선의 주축으로 활동하고 있는 밴드이다.. 2013년 결성 이후로 전범선과 양반들이라는 이름으로 활동했으며, 2019년 부터 양반들로 이름을 바꿨다. 현재까지 3개의 정규 음반 사랑가 (2014), 혁명가 (2016), 방랑가 (2017)을 발매했다. 밴드의 곡인 아래로부터의 혁명은 한국대중음악상에서 최우수 록 노래를 수상했다.

## 음반 목록

### 정규 음반
- 사랑가 (2014)
- 혁명가 (2016)
- 방랑가 (2017)

### EPs
- Exit (2019)
- 바람과 흐름 (2022)
- 에루화 (2023)
- New Moon (2023)